# 16 (Band)
16 (stilisierte Schreibweise -(16)-) ist eine 1992 gegründete amerikanische Rockband. Die Gruppe spielt eine Mischung aus Stoner Rock und Sludge. Entdeckt wurde 16 von dem Underground-Künstler Pushead.

## Bandgeschichte
16 wurde im Jahr 1992 von Gitarrist Bobby Ferry, Schlagzeuger Jason Forley und Sänger Cris Jerue gegründet. Noch im selben Jahr veröffentlichte die Band die Doppel-Single Doorprize, welche die Aufmerksamkeit des Underground-Künstlers Pushead weckte. Er bat sie, eine 7″-Single für seinen Fanclub aufzunehmen, diese erschien 1993 in einer Auflage von wenigen hundert Stück und exklusiv für Mitglieder des Fanclubs. Auch das wenig später veröffentlichte Debütalbum Curves that Kick erschien zunächst über den Fanclub, sodass der Vertrieb des Albums in den USA und in Japan sichergestellt war. Es folgte die erste Japan-Tournee, begleitet von einer exklusiv in Japan von Toy’s Factory aufgelegten Kompilation mit dem Titel Preoccupied. Zwar wurde das zweite Album Drop Out bereits 1994 aufgenommen, erschien aber erst 1996 bei Pessimiser Records, gefolgt von dem 1997er Album Blaze of Incompetence. Die Band spielte zahlreiche Konzerte in den USA, Japan und in Großbritannien und veröffentlichte eine Reihe weiterer Singles und Splits. Nach Erscheinen des 2003er Albums Zoloft Smile beschlossen die Musiker, die Gruppe pausieren zu lassen.
Im August 2007 kam es zu erneuten Kontakten der vier Bandmitglieder und 2008 nahm Relapse Records 16 unter Vertrag. Es folgte im Januar 2009 das Album Bridges to Burn, das als erstes Album offiziell auch in Europa veröffentlicht wurde. Danach ging die Band auf eine ausgedehnte Tour, u. a. mit EyeHateGod und The Orange Man Theory. Bereits 2010 begannen die Arbeiten am folgenden Album, das von September bis Dezember 2011 in San Diego aufgenommen wurde. Es erschien unter dem Titel Deep Cuts from Dark Clouds im April 2012 in Nordamerika und Anfang Mai in Europa.
Im Jahr 2020 erschien das achte Studioalbum Dream Squasher, welches ebenfalls bei Relapse Records veröffentlicht wurde, gefolgt von Into Dust (2022) und Guides For The Misguided (2025).

## Diskografie
- 1992: Crystal (7″-Single, Pushead Fanclub)
- 1993: Curves that Kick (Bacteria Sour)
- 1994: Preoccupied (Toy’s Factory, Japan)
- 1996: Drop Out (Pessimiser Records)
- 1997: Blaze of Incompetence (Pessimiser Records)
- 2003: Zoloft Smile (At A Loss Recordings)
- 2009: Bridges to Burn (Relapse Records)
- 2012: Deep Cuts from Dark Clouds (Relapse Records)
- 2022: Into Dust (Relapse Records)
- 2025: Guides For The Misguided (Relapse Records)